# Nesozineus
Nesozineus – rodzaj chrząszczy z rodziny kózkowatych. 

## Zasięg występowania
Przedstawiciele tego rodzaju występują w Ameryce Płn. i Płd. od Meksyku na płn. po Argentynę na płd. oraz na Wyspach Galapagos.

## Systematyka
Do Nesozineus zaliczane są 32 gatunki:

- Nesozineus alphoides
- Nesozineus amazonicus
- Nesozineus apharus
- Nesozineus armatus
- Nesozineus ateuchus
- Nesozineus bisignatus
- Nesozineus bucki
- Nesozineus clarkei
- Nesozineus fraterculus
- Nesozineus galapagoensis
- Nesozineus giesberti
- Nesozineus granosus
- Nesozineus griseolus
- Nesozineus griseomaculatus
- Nesozineus juninensis
- Nesozineus kawensis
- Nesozineus larrei
- Nesozineus lineolatus
- Nesozineus marmoratus
- Nesozineus morrisi
- Nesozineus obscurus
- Nesozineus cosorioensis
- Nesozineus peruanus
- Nesozineus probolus
- Nesozineus propinquus
- Nesozineus puru
- Nesozineus simile
- Nesozineus triangulus
- Nesozineus trivialis
- Nesozineus unicolor
- Nesozineus wappesi
- Nesozineus zonatus.